# Arkyidae
Arkyidae é uma família de aranhas, também conhecidas como aranhas-triangulares, inicialmente descrita por Ludwig Carl Christian Koch, em 1872. Antes uma subfamília de Araneidae, a partir de 2017 foi elevada ao status de família.

## Características
O tamanho das espécies é relativamente pequeno, onde as fêmeas têm um comprimento de 8 a 9 mm e os machos são menores, variando de 5 a 6 mm. A coloração varia entre o amarelado, alaranjado, marrom e vermelho, além de padrões de pontos brilhantes no abdômen.
São pouco venenosas, causando poucos danos ao ser humano. Se alimentam de insetos, como moscas, e vivem em média por 1 ou 2 anos.

## Distribuição

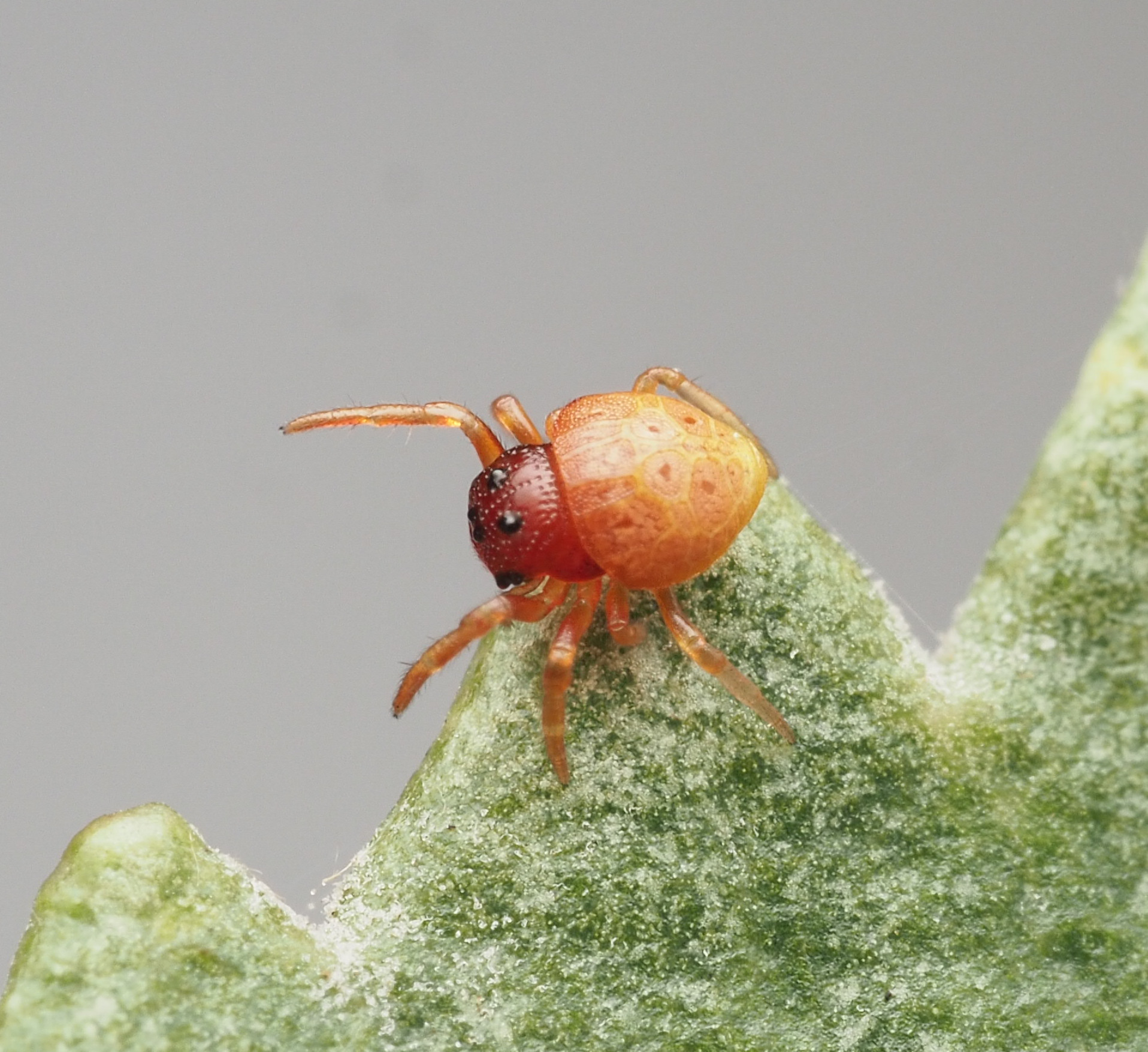
Demadiana complicata?

Estão espalhadas pela Australásia, distribuidas entre Austrália, Nova Guiné, Nova Caledônia e Indonésia.

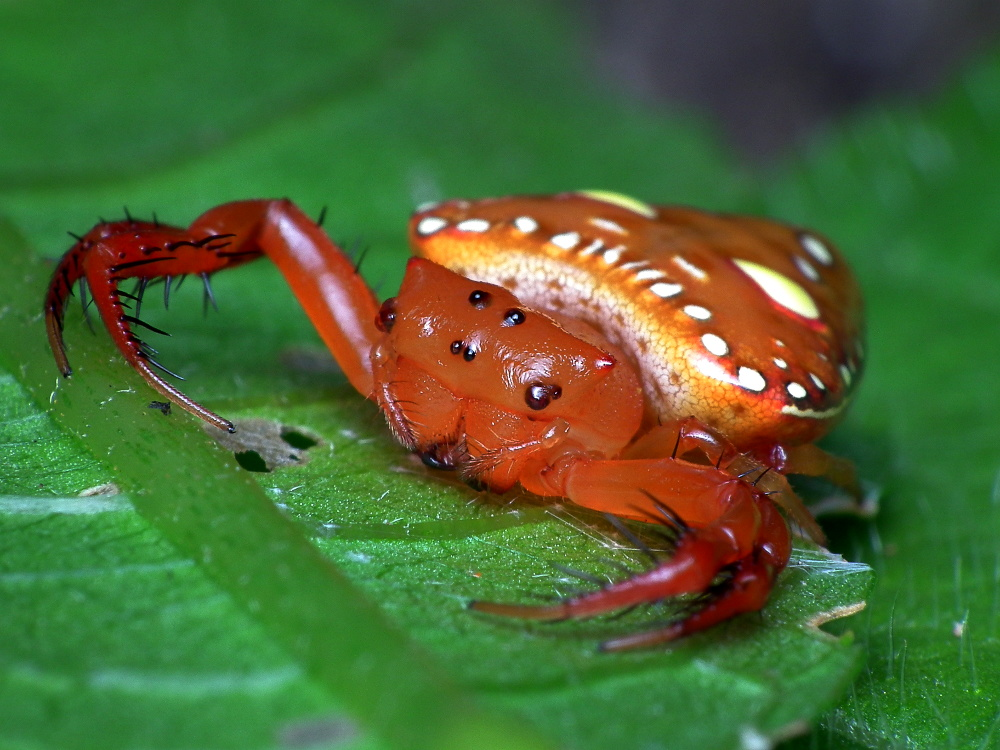
Arkys lancearius?

## Gêneros e espécies
Nesta seção, todos os gêneros e espécies de Arkyidae descritos até março de 2025.
Arkys Walckenaer, 1837
- Arkys alatus Keyserling, 1890
- Arkys alticephala (Urquhart, 1891)
- Arkys brevipalpus Karsch, 1878
- Arkys bulburinensis Heimer, 1984
- Arkys cicatricosus (Rainbow, 1920)
- Arkys cornutus L. Koch, 1872
- Arkys coronatus (Balogh, 1978)
- Arkys curtulus (Simon, 1903)
- Arkys dilatatus (Balogh, 1978)
- Arkys enigma Douglas, 2019
- Arkys furcatus (Balogh, 1978)
- Arkys gracilis Heimer, 1984
- Arkys grandis (Balogh, 1978)
- Arkys hickmani Heimer, 1984
- Arkys kaszabi (Balogh, 1978)
- Arkys lancearius Walckenaer, 1837 (Tipo)
- Arkys latissimus (Balogh, 1982)
- Arkys montanus (Balogh, 1978)
- Arkys multituberculatus (Balogh, 1982)
- Arkys nimdol Chrysanthus, 1971
- Arkys occidentalis (Reimoser, 1936)
- Arkys roosdorpi (Chrysanthus, 1971)
- Arkys semicirculatus (Balogh, 1982)
- Arkys sibil (Chrysanthus, 1971)
- Arkys soosi (Balogh, 1982)
- Arkys speechleyi (Mascord, 1968)
- Arkys toxopeusi (Reimoser, 1936)
- Arkys transversus (Balogh, 1978)
- Arkys tuberculatus (Balogh, 1978)
- Arkys varians (Balogh, 1978)
- Arkys vicarius (Balogh, 1978)
- Arkys walckenaeri Simon, 1879

Demadiana Strand, 1929
- Demadiana carrai Framenau, Scharff & Harvey, 2010
- Demadiana cerula (Simon, 1908)
- Demadiana complicata Framenau, Scharff & Harvey, 2010
- Demadiana diabolus Framenau, Scharff & Harvey, 2010
- Demadiana milledgei Framenau, Scharff & Harvey, 2010
- Demadiana simplex (Karsch, 1878) (Tipo)